# Tampines

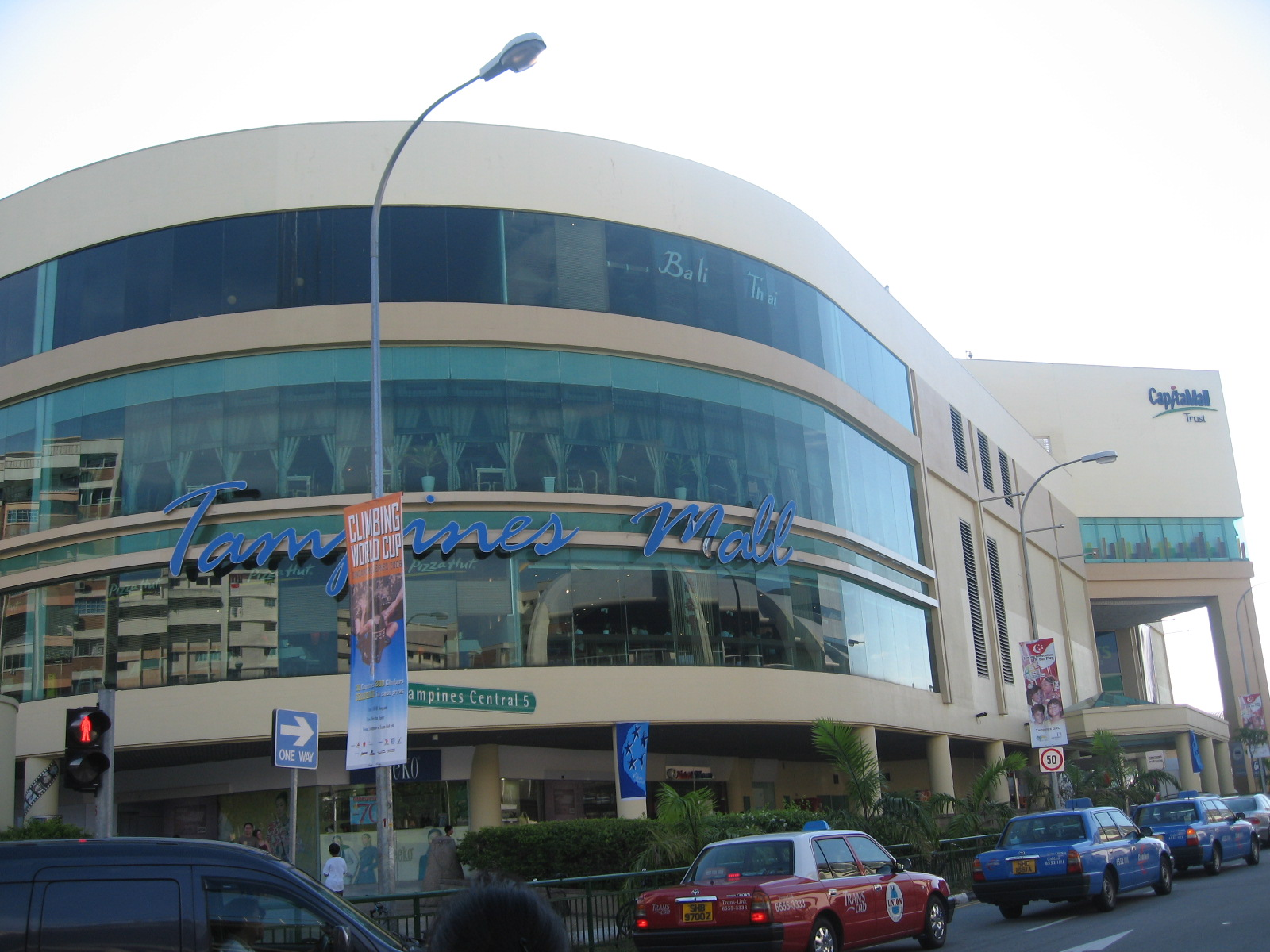
Tampines Mall

Tampines (Chinois: 淡滨尼, Tamoul: தெம்பினிஸ்)  est un quartier résidentiel de la Région de l'est de Singapour.
On y trouve notamment l'établissement Temasek Polytechnic et la gare Tampines MRT.

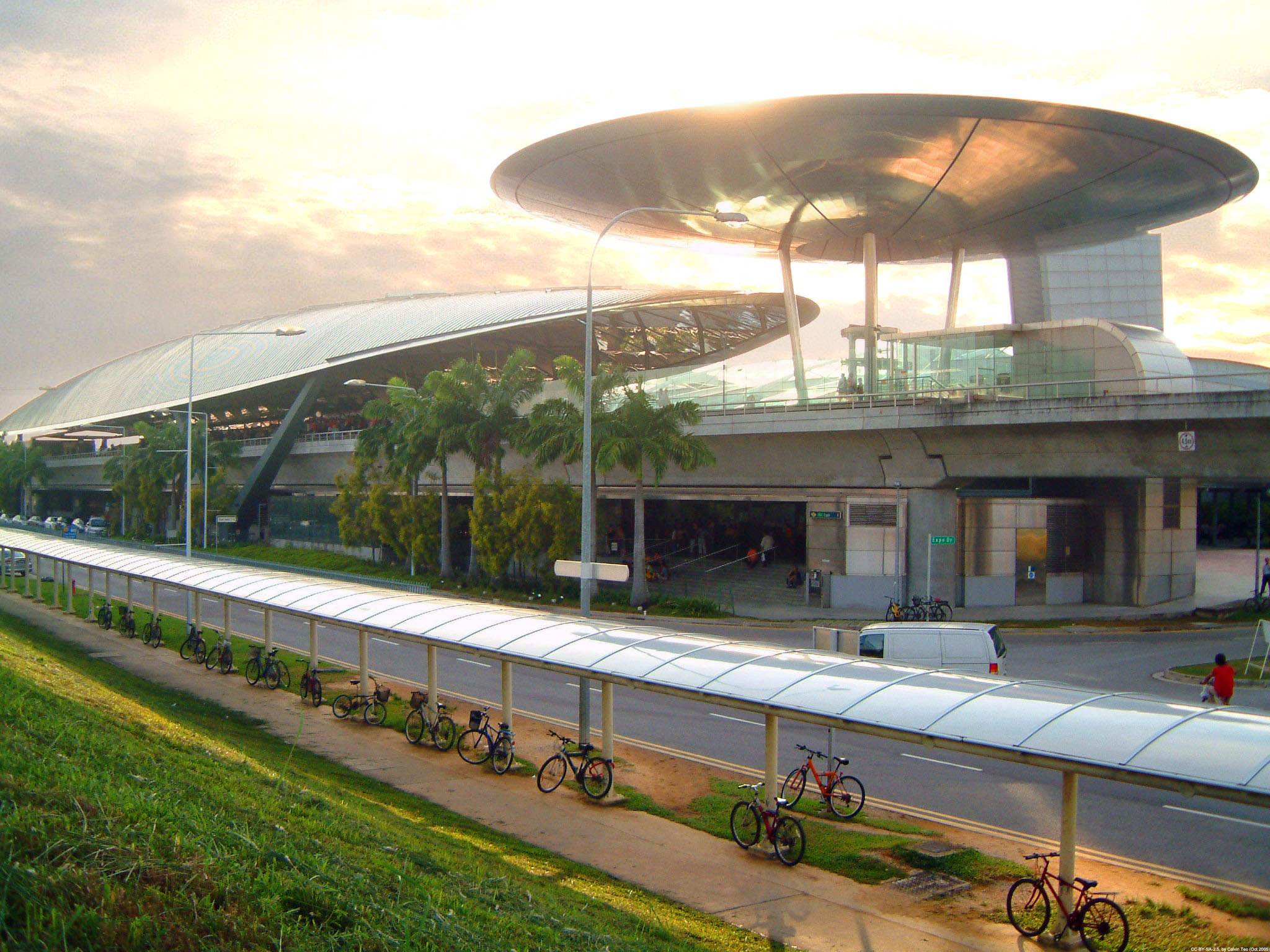
Gare MRT de Tampines